# Andreas Beikirch
Andreas Beikirch (Hilden, 29 maart 1970) is een Duits baanwielrenner.

## Belangrijkste overwinningen
- 1988 - WK baan, puntenkoers, junioren